# Aspidistra minutiflora
Aspidistra minutiflora är en sparrisväxtart som beskrevs av Otto Stapf. Aspidistra minutiflora ingår i släktet Aspidistra och familjen sparrisväxter. Inga underarter finns listade i Catalogue of Life.